# St. Anns
St. Anns es una localidad de Trinidad y Tobago, que forma parte de la región de San Juan-Laventille.

## Geografía
La localidad abarca parte de la isla Trinidad y limita al norte con Sam Boucaud, al sur con Lady Chancellor, al este con Cascade y al oeste con Boissiere (localidad perteneciente a la región de Diego Martín).

## Demografía
Datos demográficos de la localidad de St. Anns:
| Gráfica de evolución demográfica de St. Anns entre 2000 y 2011 |
|                                                                |